# Juslisen
Juslisen (Just Listen) é um álbum de Musiq, lançado em 2002.